# Cyperus breedlovei
Cyperus breedlovei är en halvgräsart som beskrevs av Gordon C. Tucker. Cyperus breedlovei ingår i släktet papyrusar, och familjen halvgräs. Inga underarter finns listade i Catalogue of Life.